# Eremiascincus musivus
Espèce
Eremiascincus musivus est une espèce de sauriens de la famille des Scincidae.

## Répartition
Cette espèce est endémique d'Australie-Occidentale en Australie.

## Étymologie
Le nom spécifique musivus vient du latin musivus, en forme de mosaïque, en référence au motif dorsal unique de ce saurien, formé par de nombreux points blanchâtres et sombres.

## Publication originale
- Mecke, Doughty & Donnellan, 2009 : A new species of Eremiascincus (Reptilia: Squamata: Scincidae) from the Great Sandy Desert and Pilbara Coast, Western Australia and reassignment of eight species from Glaphyromorphus to Eremiascincus. Zootaxa, no 2246, p. 1-20 (texte intégral).